# Der Eid (2016)
Der Eid (Isländisch: Eiðurinn) ist ein isländischer Thriller des Regisseurs Baltasar Kormákur aus dem Jahr 2016. Dieser spielt auch die Hauptrolle. Der Film wurde auf dem Toronto International Film Festival 2016 in der Kategorie Special Presentations gezeigt. Außerdem lief er im Festival Internacional de Cine de San Sebastián in der offiziellen Auswahl. In Island war es der erfolgreichste Film des Jahres.

## Handlung
Finnur ist Herzchirurg in Reykjavík und macht sich um seine älteste Tochter Anna Sorgen. Anna ist mit Drogen in Kontakt gekommen, und Finnur bemerkt, dass Annas Freund Óttar ein Drogendealer ist. Er versucht, sie von Óttars Einfluss fernzuhalten und deren Beziehung zu beenden. Jedoch wollen weder Anna noch Óttar sich trennen, was dazu führt, dass die beiden Männer aneinandergeraten und Óttar in der Folge Finnurs Privatleben bedroht. 
Nach einem Einbruch in Óttars Wohnung findet Finnur eine beträchtliche Menge Kokain. Er ruft die Polizei und verschwindet. Die Drogen werden beschlagnahmt und Finnur wird daraufhin von Óttar erpresst, ihm die Kosten für die beschlagnahmte Ware in Höhe von 6 Millionen Isländischen Kronen zu erstatten. Finnur lässt sich darauf nicht ein und fällt deshalb in der Folgezeit immer wieder Óttars Skrupellosigkeit zum Opfer.
Aufgrund Finnurs zeitweiligem Nichtreagieren bis zur letztendlichen Auszahlung des Geldes und der Bitte, Anna in Ruhe zu lassen, erhöht Óttar die Summe auf 12 Millionen. Finnur ist verzweifelt und beschließt, dass Óttar verschwinden muss, um die Sache zu beenden. Bei einem kurzen Kampf schießt Finnur Óttar an und bringt ihn in seine Gewalt. Finnur verschleppt Óttar zu einem abgelegenen Haus, um ihn dort festzuhalten. Finnur verabreicht Óttar gelegentlich Injektionen, um ihn ruhig zu stellen. Finnurs Familie bemerkt die zunehmende Abwesenheit des Vaters und sein seltsames Verhalten. Óttar bietet Finnur an, eine in einem Schließfach hinterlegte und zum Verkauf gedachte Tüte Kokain zu entsorgen, damit er aus Angst vor seinen Lieferanten fliehen und sich nicht länger in das Leben von Finnur und seiner Familie einmischen kann. Finnur scheint darauf einzugehen.
Die Situation spitzt sich zu, als die Polizei, die die Suche nach Óttar eingeleitet hat, auf Finnur aufmerksam wird. Vorerst gelingt es ihm, sich mit einem Alibi (unter anderem Dienst im Krankenhaus) zu decken. Währenddessen schafft es Óttar, sich zu befreien und er greift Finnur an, als dieser zum Haus zurückkehrt. In dem daraus resultierenden Kampf verletzt Finnur Óttar so schwer, dass er ihn unter einem Vorwand ins Krankenhaus bringt, wo Óttar nach vergeblichen Wiederbelebungsversuchen durch Finnur stirbt. Finnurs mangelnde Aussagen bezüglich seines Alibis und die offenliegende Verachtung gegenüber dem Freund der Tochter reichen der Polizei aus, um Finnur wegen Mordverdachts zu verhaften. Aufgrund mangelnder Beweise wird er kurz darauf jedoch wieder entlassen. Finnur versucht seiner Tochter zu erklären, dass Óttar schlecht für sie war, aber sie will davon nichts wissen und lässt ihn alleine vor dem Polizeirevier zurück.

## Rezeption

### Kritik
„Spannender Thriller in bester Claude-Chabrol-Tradition, der subtil mit den Erwartungen wie auch mit der moralischen Haltung des Zuschauers spielt, bis sich hinter der gutbürgerlichen Fassade ein sadistisches Gewaltpotenzial auftut.“

„Wie leicht es ist, alle Grenzen zu überschreiten, führt einem Kormákur mit äußerster Kälte vor. Seine Bilder und ihre Botschaften sind ähnlich eisig wie die verschneiten isländischen Landschaften. Konsequenter und ökonomischer als »Der Eid« lässt sich ein Thriller über die wölfische Natur des Menschen nicht erzählen. Aber diese eisige Kälte hat einen Preis. Sie schirmt Finnur und den Film hermetisch ab. Man versteht, worum es Kormákur geht, aber man fühlt nichts außer Erfrierungen.“

### Auszeichnungen
- Edda (isländischer Film- und Fernsehpreis) 2017 in der Kategorie Bester Film